# Cirripectes stigmaticus
Cirripectes stigmaticus es una especie de pez de la familia Blenniidae en el orden de los Perciformes.

## Morfología
Los machos pueden llegar alcanzar los 13 cm de longitud total.

## Reproducción
Es ovíparo.

## Hábitat
Es un pez de mar y de clima tropical y asociado a los  arrecifes de coral que vive entre 0-20 m de profundidad.

## Distribución geográfica
Se encuentra desde Kenia hasta Mozambique, las Islas Marshall y Samoa.